# Cupidesthes
Cupidesthes là một chi bướm ngày thuộc họ Lycaenidae.